# Estadio Provincial Juan Gilberto Funes
Het Estadio Provincial Juan Gilberto Funes is een multifunctioneel stadion in La Punta, een stad in Argentinië.
Het stadion is ontworpen door architect Hugo Larramendi en is vernoemd naar de Argentijnse speler Juan Gilberto Funes (1963–1992), die is geboren in deze streek. In het stadion is plaats voor 15.062 toeschouwers. Het stadion werd geopend op 27 maart 2003 met de openingswedstrijd tussen Vélez en Independiente.
Het stadion wordt vooral gebruikt voor voetbalwedstrijden. Het stadion werd ook gebruikt voor Zuid-Amerikaans kampioenschap voetbal onder 17 van 2013 en in 2013 werd in dit stadion de finale gespeeld van de Supercopa Argentina.